# Mahtarr M. Jeng
Mahtarr M. Jeng ist ein gambischer Politiker.

## Leben
| Parlamentswahl | Stimmen | Stimmanteil |
| -------------- | ------- | ----------- |
| 2017           | 3.526   | 38,68 %     |

Mahtarr M. Jeng war vor seiner politischen Laufbahn jahrzehntelang im Bildungsbereich tätig, unter anderem als Schuldirektor.
Jeng trat bei der Wahl zum Parlament 2017 als Kandidat der United Democratic Party (UDP) im Wahlkreis Lower Niumi in der Kerewan Administrative Region an. Mit 38,68 % konnte er den Wahlkreis vor Modou Bobb (GDC) für sich gewinnen.
Bei den Parlamentswahlen 2022 trat Jeng erneut im Wahlkreis Lower Niumi an und verlor mit 2087 Stimmen (14,60 %) gegen den NPP-Kandidaten Tamsir Cham (* 1969), der 6331 Stimmen (44,30 %) erhielt.